# Cala Magraner
Cala Magraner ist eine kleine Bucht mit einem Sandstrand an der Ostküste der spanischen Baleareninsel Mallorca. Sie befindet sich im Südosten der Gemeinde Manacor zwischen den Orten Cales de Mallorca und S’Estany d’en Mas.

## Lage und Beschreibung

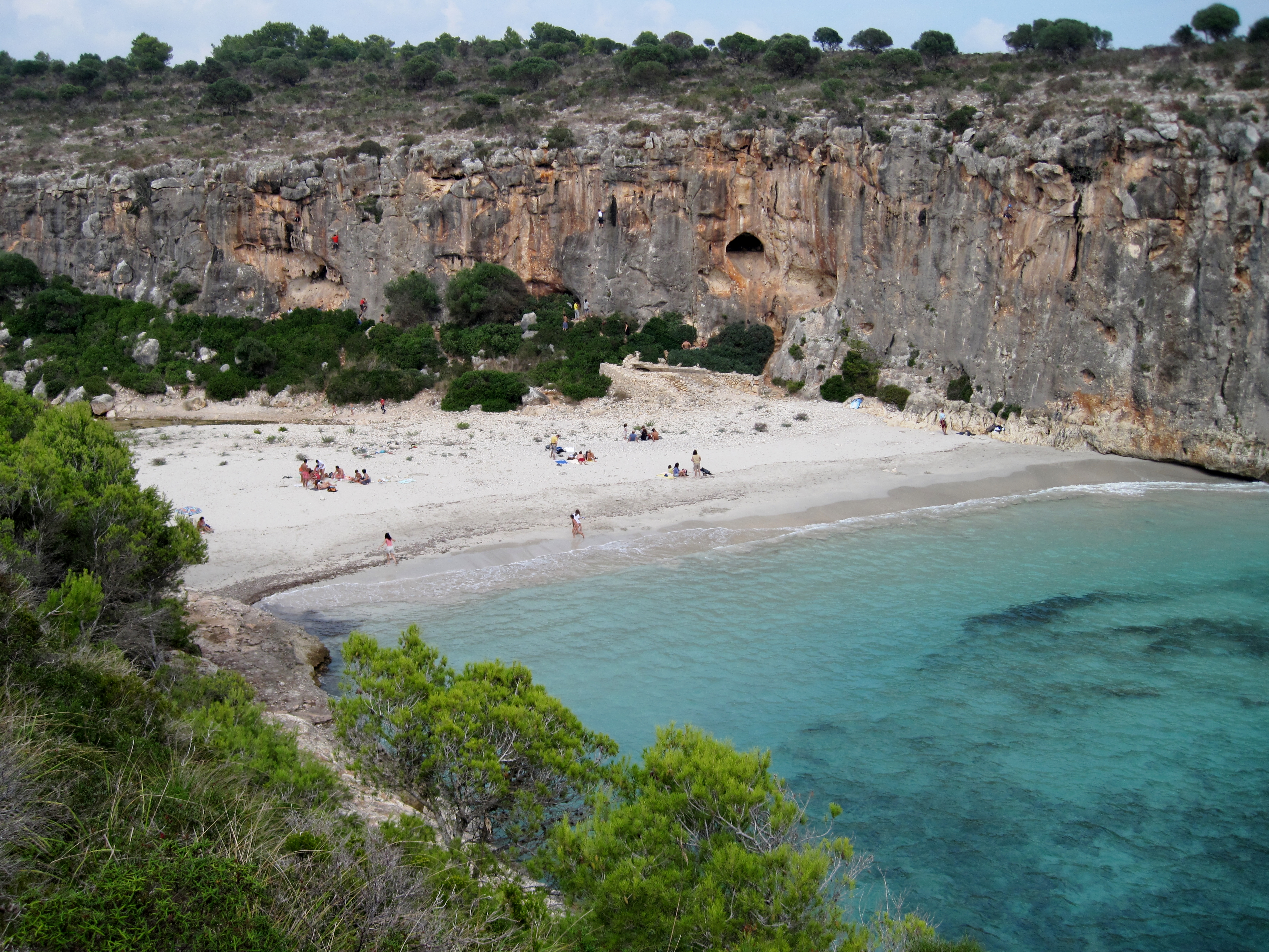
Strand vor der Felswand

Die Cala Magraner liegt abseits der nächstgelegenen Touristen-Siedlungen Cales de Mallorca, zwei Kilometer im Süden, und S’Estany d’en Mas, vier Kilometer nordöstlich. Sie ist Teil des Naturschutzgebietes Cales Verges de Manacor (Typ ANEI – Àrea natural d’especial interès). Die Bucht hat mit der südlich befindlichen Cala Pilota eine kleine Nebenbucht und wird wie auch die südlich sich anschließende Cala Virgili durch die Kaps Punta de ses Penyes Altes (südöstlich) und Punta des Moro (nordöstlich) eingefasst.

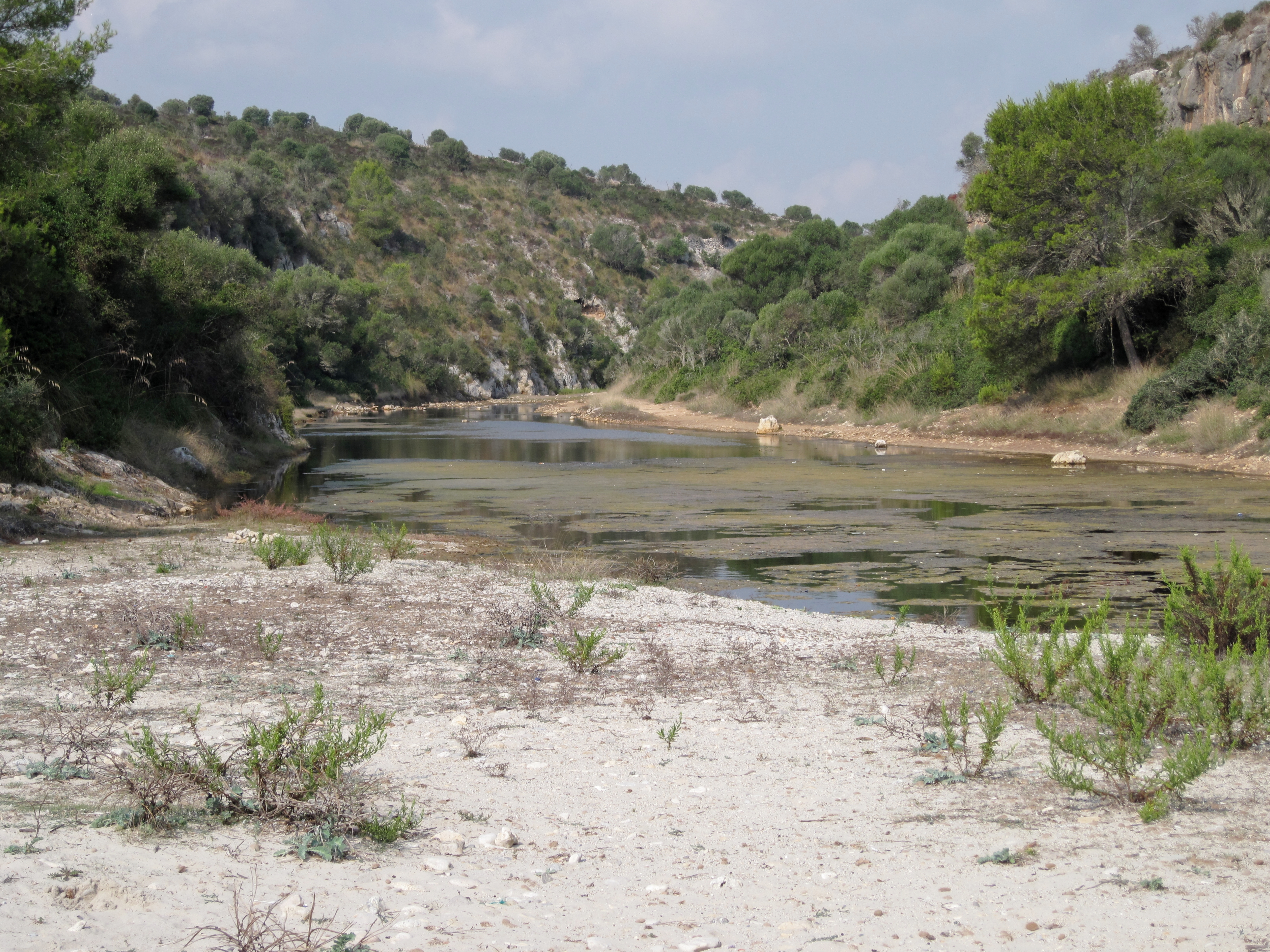
Brackwasserteich

Die Umgebung im Inselinneren ist Teil der Landgüter Can Roig und Son Josep de Baix. Diese werden durch das Tal des Regueró de Cala Magraner getrennt, einem Sturzbach (Torrent), der hier als Regueró („Rinnsal“) bezeichnet nur bei starken Niederschlägen durchgehend Wasser in Richtung Osten zum Meer führt. Vor dem dortigen etwa 60 Meter langen und 80 Meter breiten Strand führt der Zufluss des Baches zur Bildung eines Teiches, der durch Ausbleiben des Regenwassers und Einsickern von Meerwasser meist Brackwasser enthält.
Der Strand wird durch Felswände eingerahmt, die über dem Meerwasser der Bucht eine Kliffküste bilden. Der flach ins Meer abfallende Strand besteht aus Sand und Geröll. Am Ufer kann es zu Seegrasablagerungen kommen. An der Nordseite des Strandes befinden sich die Überreste eines kleinen Gebäudes. Die nördlich angrenzende Felswand, die etwa 25 Meter über den Meeresspiegel aufragt, wird oft von Freikletterern genutzt. Am Fuß des Felsens, entlang des Bachlaufs und am südlichen Hang stehen Kiefernbäume einzeln und in Baumgruppen. Ab 500 Meter westlich des Strandes schließen sich landwirtschaftlich genutzte Flächen an.

## Zugang
Von der Straße MA-4014 zwischen Porto Cristo und Portocolom zweigt ungefähr 10 Kilometer hinter Porto Cristo (bei Kilometerstein 6) südöstlich die Landstraße nach Cales de Mallorca ab. Von dieser führt nach etwas über zwei Kilometern, an der Unterführung des Sturzbachs Regueró de Cala Bóta, links ein Weg ab. Dieser Weg führt ab einem Durchgang rechts eines großen Tores etwa 3,2 Kilometer durch ein geschütztes Gebiet, das in Privatbesitz ist und nur zu Fuß begangen werden darf, und endet nordöstlich der Cala Magraner. Weiterhin kann man die Bucht von der MA-4014 entlang des Bachbettes des Regueró de Cala Magraner in südöstliche Richtung auf etwa 2,1 Kilometer erreichen. Ein weiterer etwa 1,8 Kilometer langer Weg führt über das Landgut Son Josep de Baix (auch Son Josep Nou).

## Belege
- Manacor Turístic: Umweltatlas Manacor, Ajuntament de Manacor / Delegació de Turisme / Delegació de Medi Ambient 2008
- Manacor Turístic: Mapa topogràfic del terme municipal de Manacor, Topografische Karte 1:40.000, Ajuntament de Manacor / Delegació de Turisme 2007